# Internationale Filmfestspiele Berlin 2025

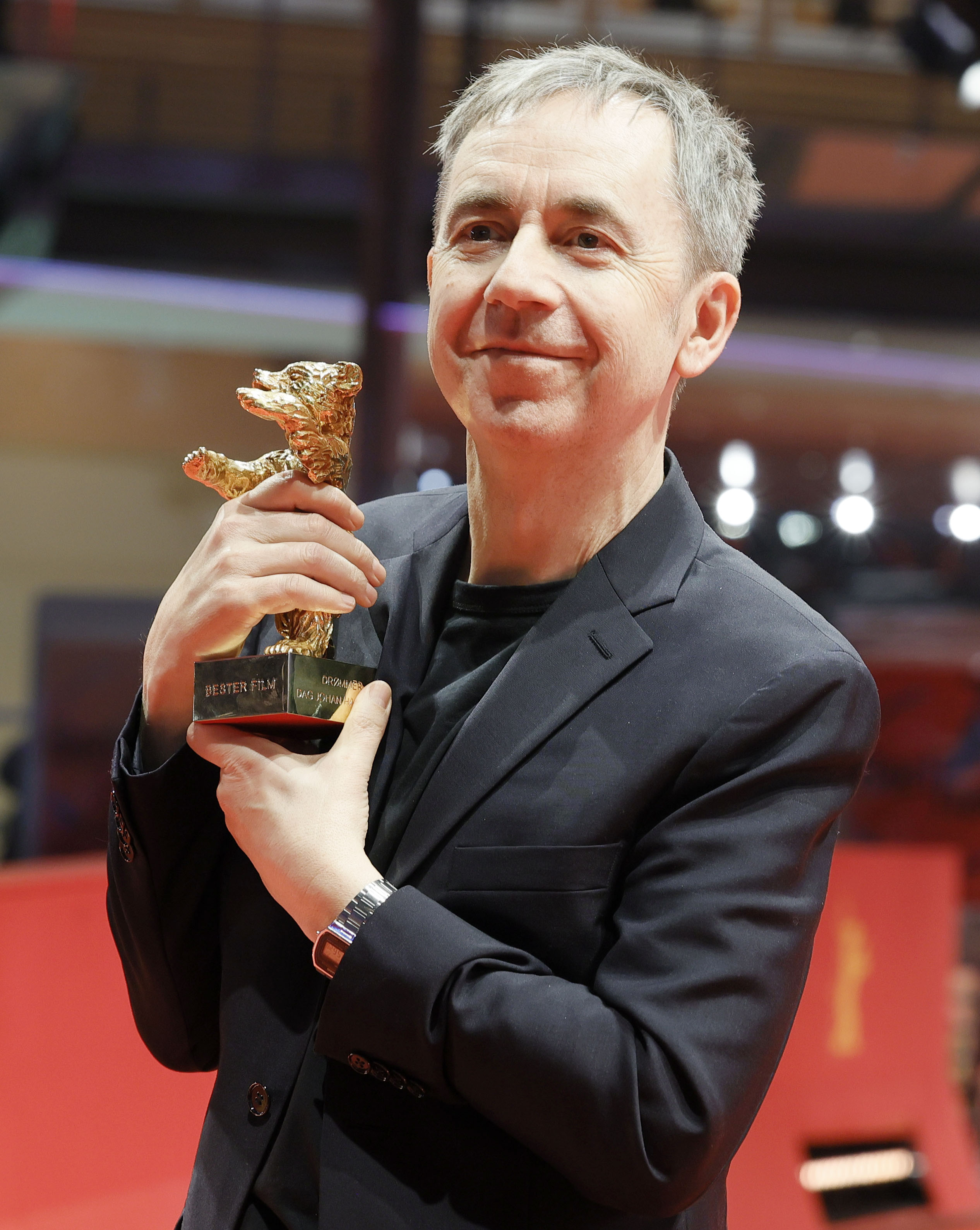
Dag Johan Haugerud mit dem Goldenen Bären für Oslo Stories: Träume

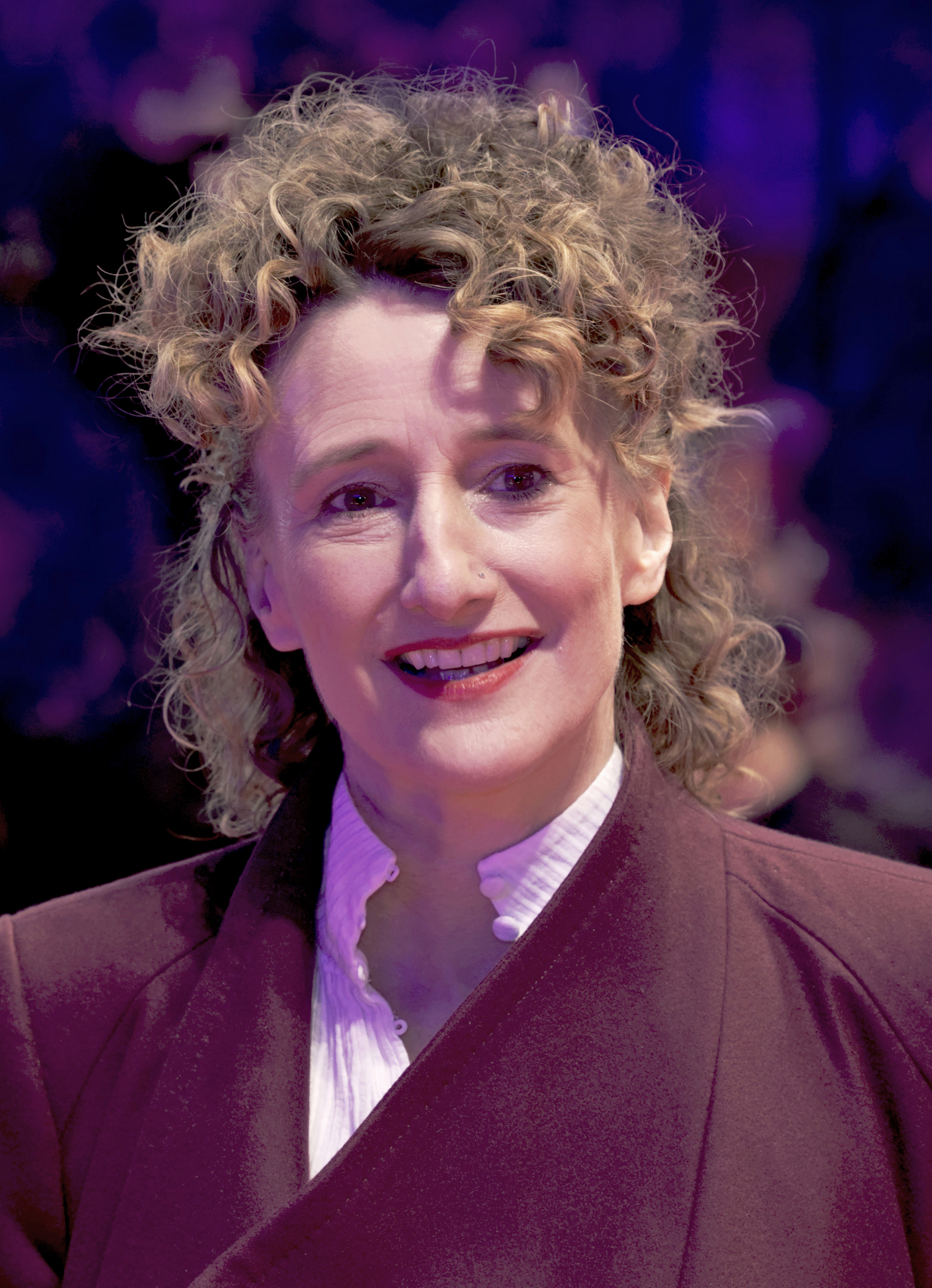
Tricia Tuttle, neue Intendantin der Berlinale (2024)

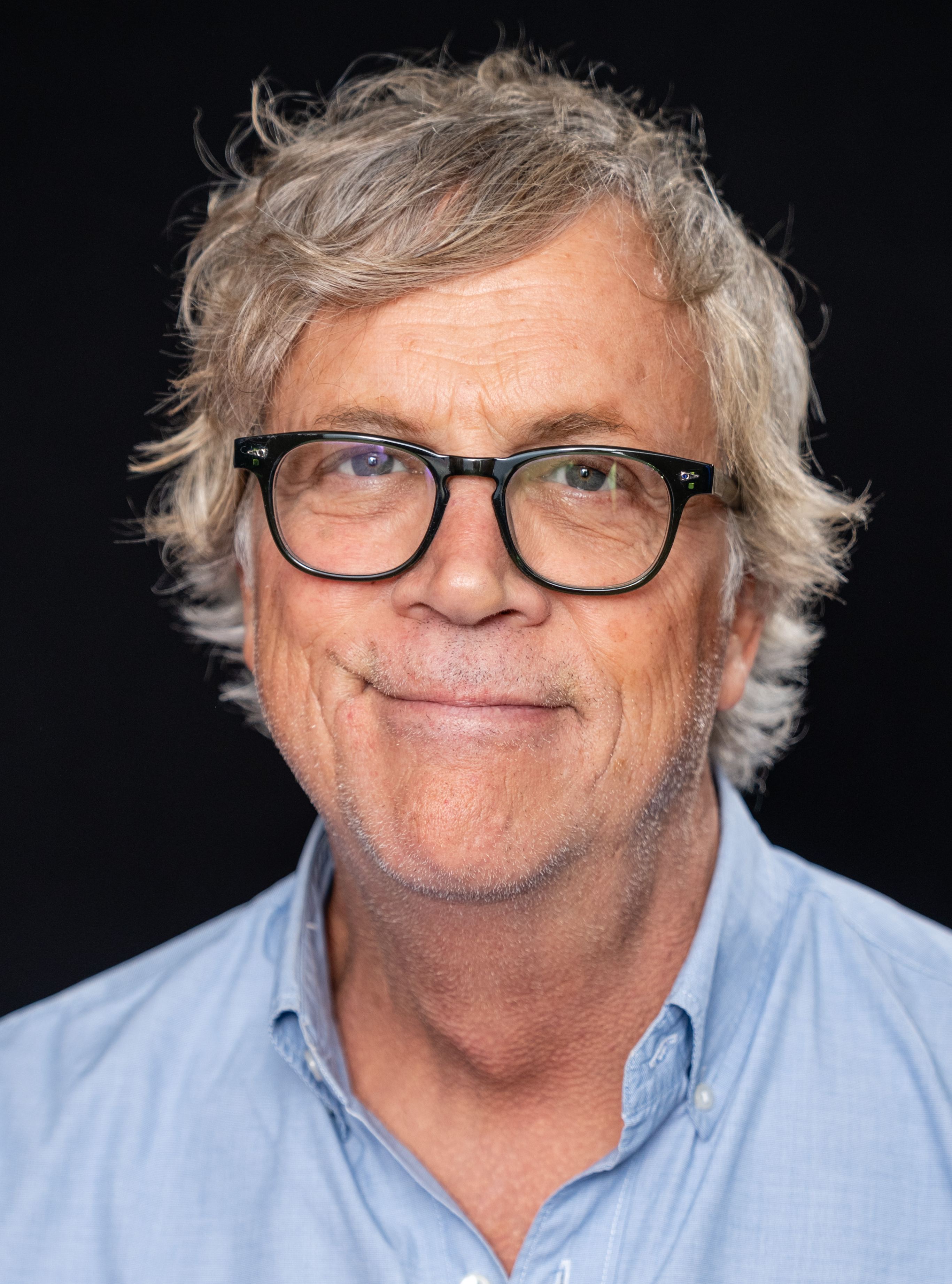
Jurypräsident Todd Haynes (2023)

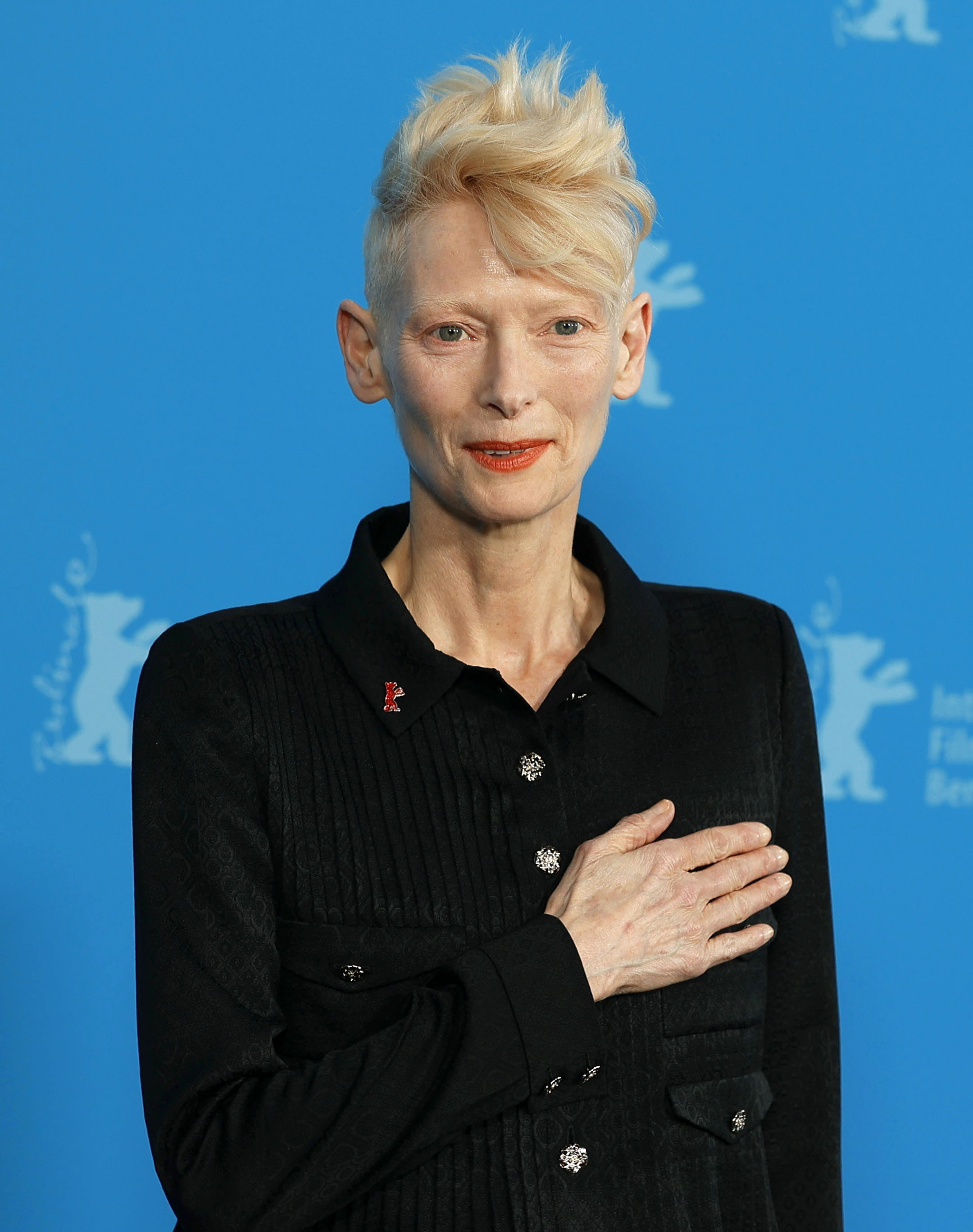
Ehrenpreisträgerin Tilda Swinton (2025)

Die 75. Internationalen Filmfestspiele Berlin (Berlinale) fanden vom 13. bis 23. Februar 2025 statt. Sie stehen erstmals unter der Leitung von Tricia Tuttle. Als Jurypräsident für den Hauptwettbewerb, in dem unter anderem der Goldene Bär für den besten Film des Festivals vergeben wird, wurde der US-amerikanische Filmemacher Todd Haynes ausgewählt. Als Eröffnungsfilm wurde Tom Tykwers Das Licht bestimmt, der im Rahmen der Sektion Berlinale Special Gala außer Konkurrenz gezeigt wurde. Mit dem Hauptpreis wurde der norwegische Spielfilm Oslo Stories: Träume (Originaltitel: Drømmer) von Dag Johan Haugerud ausgezeichnet. 
Bereits im Vorfeld als Gewinnerin fest standen die britische Schauspielerin Tilda Swinton, die den Goldenen Ehrenbären für ihr Lebenswerk zuerkannt bekam. Die Wahl für die Auszeichnung Berlinale Kamera fiel auf Rainer Rother, Filmwissenschaftler und Künstlerischer Direktor der Deutschen Kinemathek.

## Hintergrund
Tricia Tuttle, die von 2018 bis 2023 das London Film Festival geleitet und neu aufgestellt hatte, übernahm im April 2024 die Intendanz der Berlinale von Carlo Chatrian (künstlerischer Leiter) und Mariette Rissenbeek (Geschäftsführung). Während Rissenbeek aus Altersgründen ihren Vertrag bereits im März 2023 nicht verlängert hatte, bekundete Chatrian öffentlich, auch nach Auslaufen seines Vertrages im März 2024 für das Festival weiterarbeiten zu wollen. Claudia Roth, Beauftragte der Bundesregierung für Kultur und Medien, hatte aber bereits Ende August 2023 angekündigt, die Leitungsstruktur der Berlinale zu reformieren. Trotz großer Fürsprache unter internationalen Filmschaffenden für die Weiterbeschäftigung Chatrians, beauftragte Roth eine Findungskommission mit der Suche nach einem geeigneten Kandidaten. Diese präsentierte Mitte Dezember 2023 Tricia Tuttle als Nachfolgerin. Damit ging die Ära Rissenbeek/Chatrian nach fünf Jahren zu Ende.
Bei ihrem Amtsantritt kündigte Tuttle eine neue Leitungsstruktur für das Festival an. Diese soll die Zusammenarbeit und die Effizienz steigern sowie die Kommunikation und die strategische Planung verbessern. Als erste Personalentscheidung wurde im Mai 2024 bekannt, dass Tuttle die Deutsch-Französin Tanja Meissner für die neu geschaffene Stelle als Direktorin des Konsortiums Berlinale Pro* in ihr Leitungsteam berufen hat. Meissner verantwortet fortan die Leitung des European Film Market (EFM) und soll die strategische Entwicklung von Berlinale Pro* gemeinsam mit den Leitern der Berlinale-Sparten Co-Production Market, Berlinale Talents und World Cinema Fund steuern. Sie hatte ihre Karriere in den 1990er-Jahren bei der Festival-Sektion Panorama begonnen und später in wechselnden Funktionen an der Berlinale teilgenommen.
Weitere Personalentscheidungen erfolgten Mitte Juni 2024. So werden sich unter anderem Jacqueline Lyanga (bisherige US-Delegierte der Berlinale) und Michael Stütz (Leiter der Sektion Panorama) ab Juli gemeinsam die Position des Director of Film Programming teilen. Zu ihrer Aufgabe gehört es, mit Tuttle die Sektionen Wettbewerb und Berlinale Special (inklusive Berlinale Special Gala) zu kuratieren sowie das gesamte Programmerteam zu leiten.
Die Sektion Encounters wurde gestrichen, mit der Sektion Perspectives wurde eine eigenständigen Reihe für Debütfilme eingerichtet.
Am 1. Oktober 2024 übernahm Tobias Pausinger die Programmleitung von Berlinale Talents, Nikola Joetze bleibt Projektleiterin. Berlinale Talents fand vom 15. bis 20. Februar 2025 im Hebbel am Ufer statt und stand unter dem Motto Mutig zuhören. 200 Nachwuchs-Filmschaffende aus aller Welt sollten im Rahmen von Berlinale Talents nach Berlin kommen.
Rowan Woods war spezifische Beraterin für das öffentliche Programm im Bereich Serien.
Die Programmreihe Retrospektive zeigte 15 ausgewählte Genrefilme der 1970er-Jahre aus Ost- und Westdeutschland. Sie stand unter der Leitung von Rainer Rother, Künstlerischer Direktor der Deutschen Kinemathek.

## Eklat
Am 15. Februar 2025 verlas der Regisseur Jun Li in der Berliner Bildungseinrichtung Urania ein Statement des Schauspielers Erfan Shekarriz, dessen Film Queerpanorama dort gezeigt wurde. Shekarriz selbst boykottierte das Filmfestival und reiste nicht an. In seiner Rede kritisierte er die Bundesregierung und ihre Kultureinrichtungen, insbesondere die Berlinale, und warf ihnen vor, „ihren Beitrag zur Apartheid, zum Völkermord und dem brutalen Auslöschen des palästinensischen Volkes“ zu leisten. Zudem enthielt der Redebeitrag die propalästinensische Parole „From the river to the sea, Palestine will be free“. Da diese in Deutschland aufgrund eines vermeintlichen Zusammenhangs mit der Terrororganisation Hamas als strafrechtlich relevant gilt, leitete der polizeiliche Staatsschutz des Landeskriminalamts Ermittlungen zu den Äußerungen ein.
Berlins Regierender Bürgermeister Kai Wegner (CDU) sagte: „Es ist aber unerträglich, dass es bei der Berlinale erneut zu antisemitischen Vorfällen gekommen ist, die einen Schatten auf das Filmfestival insgesamt werfen. […] Für mich ist das inakzeptabel. Antisemitismus und Israelfeindlichkeit dürfen auch auf der Berlinale keinen Platz haben.“

## Offizielle Sektionen

### Wettbewerb um den Goldenen Bären
Internationale Jury

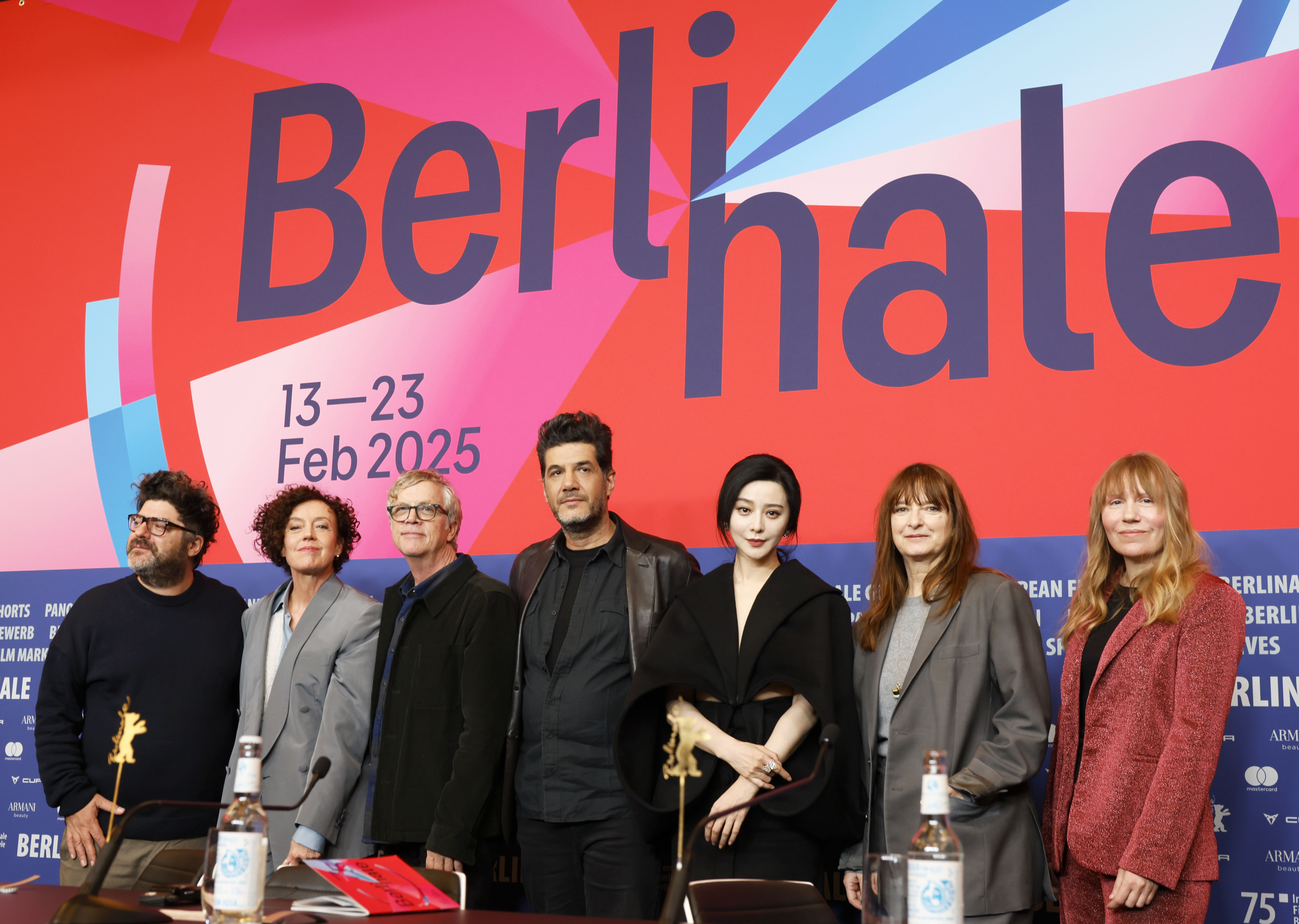
Internationale Jury, Berlinale 2025

Als Präsident der Wettbewerbsjury wurde der US-amerikanische Filmemacher Todd Haynes ausgewählt.
Weitere Jurymitglieder neben Haynes wurden Ende Januar benannt:
- Nabil Ayouch, marokkanisch-französischer Filmemacher und Produzent
- Fan Bingbing, chinesische Schauspielerin
- Bina Daigeler, deutsche Kostümbildnerin
- Rodrigo Moreno, argentinischer Filmemacher
- Amy Nicholson, US-amerikanische Filmkritikerin (Los Angeles Times) und Moderatorin
- Maria Schrader, deutsche Filmemacherin und Schauspielerin

Filme
In den Wettbewerb, die wichtigste Sektion der Berlinale, wurden 19 Beiträge eingeladen. Das Programm wurde während einer Pressekonferenz am 21. Januar 2025 im Haus der Kulturen der Welt durch die Intendantin Tricia Tuttle bekanntgegeben.
| Titel (Verweistitel)                                                                        | Regie                        | Land                                                                     | Darstellende (Auswahl)                                                               |
| ------------------------------------------------------------------------------------------- | ---------------------------- | ------------------------------------------------------------------------ | ------------------------------------------------------------------------------------ |
| Ari                                                                                         | Léonor Serraille             | Frankreich, Belgien                                                      | Andranic Manet, Pascal Rénéric, Théo Delezenne, Ryad Ferrad, Eva Lallier Juan        |
| Blue Moon                                                                                   | Richard Linklater            | USA, Irland                                                              | Ethan Hawke, Margaret Qualley, Bobby Cannavale, Andrew Scott                         |
| La cache (The Safe House)                                                                   | Lionel Baier                 | Schweiz, Luxemburg, Frankreich                                           | Dominique Reymond, Michel Blanc, William Lebghil, Aurélien Gabrielli, Liliane Rovère |
| Dreams                                                                                      | Michel Franco                | Mexiko                                                                   | Jessica Chastain, Isaac Hernández, Rupert Friend, Marshall Bell                      |
| Geu jayeoni nege mworago hani (그 자연이 네게 뭐라고 하니 What Does that Nature Say to You) | Hong Sang-soo                | Südkorea                                                                 | Ha Seong-guk, Kwon Hae-hyo, Cho Yun-hee, Kang So-yi, Park Mi-so                      |
| Hot Milk                                                                                    | Rebecca Lenkiewicz           | Vereinigtes Königreich                                                   | Emma Mackey, Fiona Shaw, Vicky Krieps, Vincent Perez                                 |
| If I Had Legs I’d Kick You                                                                  | Mary Bronstein               | USA                                                                      | Rose Byrne, A$AP Rocky, Conan O’Brien, Danielle Macdonald, Ivy Wolk                  |
| Kontinental '25                                                                             | Radu Jude                    | Rumänien                                                                 | Eszter Tompa, Gabriel Spahiu, Adonis Tanța, Oana Mardare, Șerban Pavlu               |
| El mensaje (The Message / Die Nachricht)                                                    | Iván Fund                    | Argentinien, Spanien                                                     | Mara Bestelli, Marcelo Subiotto, Anika Bootz, Betania Cappato                        |
| Mother’s Baby                                                                               | Johanna Moder                | Österreich, Schweiz, Deutschland                                         | Marie Leuenberger, Hans Löw, Claes Bang, Julia Franz Richter                         |
| Oslo Stories: Träume (Dreams / Drømmer)                                                     | Dag Johan Haugerud           | Norwegen                                                                 | Ella Øverbye, Selome Emnetu, Ane Dahl Torp, Anne Marit Jacobsen                      |
| Reflet dans un diamant mort (Reflection in a Dead Diamond)                                  | Hélène Cattet, Bruno Forzani | Belgien, Luxemburg, Italien, Frankreich                                  | Fabio Testi, Yannick Renier, Koen De Bouw, Maria de Medeiros, Thi Mai Nguyen         |
| Sheng xi zhi di (生息之地) (Living the Land)                                                | Huo Meng                     | VR China                                                                 | Wang Shang, Zhang Chuwen, Zhang Yanrong, Zhang Caixia, Cao Lingzhi                   |
| Strichka chasu (Стрічка часу) (Timestamp)                                                   | Kateryna Hornostaj           | Ukraine, Luxemburg, Niederlande, Frankreich                              | Dokumentarfilm                                                                       |
| Das tiefste Blau (O último azul / The Blue Trail)                                           | Gabriel Mascaro              | Brasilien, Mexiko, Chile, Niederlande                                    | Denise Weinberg, Rodrigo Santoro, Miriam Socorrás, Adanilo                           |
| La tour de glace (The Ice Tower)                                                            | Lucile Hadzihalilovic        | Frankreich, Deutschland                                                  | Marion Cotillard, Clara Pacini, August Diehl, Gaspar Noé                             |
| Was Marielle weiß (What Marielle Knows)                                                     | Frédéric Hambalek            | Deutschland                                                              | Julia Jentsch, Felix Kramer, Laeni Geiseler, Mehmet Ateşçi, Moritz von Treuenfels    |
| Xiang fei de nv hai (想飞的女孩) (Girls on Wire)                                            | Vivian Qu                    | VR China                                                                 | Liu Haocun, Wen Qi, Zhang Youhao, Zhou You, Peng Jing                                |
| Yunan                                                                                       | Ameer Fakher Eldin           | Deutschland, Kanada, Italien, Palästina, Katar, Jordanien, Saudi-Arabien | Georges Khabbaz, Hanna Schygulla, Ali Suliman, Sibel Kekilli, Tom Wlaschiha          |

### Berlinale Special und Berlinale Special Gala
In diesen Sektionen werden Filme und Serien außer Konkurrenz gezeigt. Erste Beiträge wurde im Dezember 2024 und Januar 2025 bekannt gegeben.
Berlinale Special
| Titel (Verweistitel)                                                                  | Regie                                  | Land                                            | Darstellende (Auswahl)                                                                              |
| ------------------------------------------------------------------------------------- | -------------------------------------- | ----------------------------------------------- | --------------------------------------------------------------------------------------------------- |
| Ancestral Visions of the Future                                                       | Lemohang Jeremiah Mosese               | Frankreich, Lesotho, Deutschland, Saudi-Arabien | Siphiwe Nzima, Sobo Bernard, Zaman Mathejane, Mochesane Edwin Kotsoane, Rehauhetsoe Ernest Kotsoane |
| Das Deutsche Volk                                                                     | Marcin Wierzchowski                    | Deutschland                                     | Dokumentarische Form                                                                                |
| Friendship’s Death                                                                    | Peter Wollen                           | Vereinigtes Königreich                          | Wiederaufführung des Films von 1987 für die diesjährige Ehrenpreisträgerin Tilda Swinton            |
| Honey Bunch                                                                           | Madeleine Sims-Fewer, Dusty Mancinelli | Kanada                                          | Grace Glowicki, Ben Petrie, Kate Dickie, Jason Isaacs, India Brown                                  |
| Je n’avais que le néant – „Shoah“ par Lanzmann (All I Had Was Nothingness)            | Guillaume Ribot                        | Frankreich                                      | Dokumentarische Form                                                                                |
| Kein Tier. So Wild. (No Beast. So Fierce.)                                            | Burhan Qurbani                         | Deutschland, Polen, Frankreich                  | Kenda Hmeidan, Verena Altenberger, Hiam Abbass, Mona Zarreh Hoshyari Khah, Mehdi Nebbou             |
| Leibniz – Chronik eines verschollenen Bildes (Leibniz – Chronicle of a Lost Painting) | Edgar Reitz, Anatol Schuster           | Deutschland                                     | Edgar Selge, Aenne Schwarz, Michael Kranz, Lars Eidinger, Barbara Sukowa                            |
| A melhor mãe do mundo (The Best Mother in the World / Die beste Mutter der Welt)      | Anna Muylaert                          | Brasilien, Argentinien                          | Shirley Cruz, Seu Jorge, Rihanna Barbosa, Benin Ayo                                                 |
| Michtav Le’David (A Letter to David)                                                  | Tom Shoval                             | Israel, USA                                     | Dokumentarische Form                                                                                |
| My Undesirable Friends: Part I – Last Air in Moscow                                   | Julia Loktev                           | USA                                             | Anna Nemzer, Elena Kostyuchenko, Ksenia Mironova, Sonya Groysman, Alesya Marokhovskaya              |
| Pa-gwa (The Old Woman With the Knife)                                                 | Min Kyu-dong                           | Südkorea                                        | Hyeyoung Lee, Kim Sung-cheol, Yeon Woo-jin, Kim Moo-yul, Shin Sia                                   |
| Shoah                                                                                 | Claude Lanzmann                        | Frankreich                                      | Dokumentarfilm aus dem Jahr 1985                                                                    |

Berlinale Special Gala
| Titel (Verweistitel)                         | Regie           | Land                                  | Darstellende (Auswahl)                                                            |
| -------------------------------------------- | --------------- | ------------------------------------- | --------------------------------------------------------------------------------- |
| After This Death                             | Lucio Castro    | USA                                   | Mia Maestro, Lee Pace, Rupert Friend, Gwendoline Christie, Philip Ettinger        |
| Heldin (Late Shift)                          | Petra Volpe     | Deutschland, Schweiz                  | Leonie Benesch, Sonja Riesen, Urs Bihler, Margherita Schoch, Jürg Plüss           |
| Islands                                      | Jan-Ole Gerster | Deutschland                           | Sam Riley, Stacy Martin, Jack Farthing                                            |
| Köln 75                                      | Ido Fluk        | Deutschland, Polen, Belgien           | Mala Emde, John Magaro, Michael Chernus, Alexander Scheer                         |
| Das Licht (Eröffnungsfilm)                   | Tom Tykwer      | Deutschland, Frankreich               | Nicolette Krebitz, Lars Eidinger, Tala Al-Deen, Elke Biesendorfer, Julius Gause   |
| Like A Complete Unknown (A Complete Unknown) | James Mangold   | USA                                   | Timothée Chalamet, Edward Norton, Elle Fanning, Monica Barbaro, Boyd Holbrook     |
| Lurker                                       | Alex Russell    | USA, Italien                          | Théodore Pellerin, Archie Madekwe, Zach Fox, Havana Rose Liu, Sunny Suljic        |
| Mickey 17                                    | Bong Joon-ho    | USA, Südkorea, Vereinigtes Königreich | Robert Pattinson, Naomi Ackie, Steven Yeun, Toni Collette, Mark Ruffalo           |
| The Narrow Road to the Deep North (Serie)    | Justin Kurzel   | Australien                            | Jacob Elordi, Ciarán Hinds, Odessa Young, Olivia DeJonge, Simon Baker             |
| The Thing with Feathers                      | Dylan Southern  | Großbritannien                        | Benedict Cumberbatch, Richard Boxall, Henry Boxall, Sam Spruell, Vinette Robinson |

### Perspectives
Der 2025 neu eingeführte internationale Wettbewerb für Spielfilmdebüts soll mehr Sichtbarkeit für Nachwuchsregisseure schaffen. Die Sektion geht aus dem Preis Bester Erstlingsfilm der Berlinale hervor, der seit 2006 in Kooperation mit der Gesellschaft zur Wahrnehmung von Film- und Fernsehrechten (GWFF) vergeben wird. Eine dreiköpfige Jury entscheidet, welcher der bis zu 14 Filme den erneut von der GWFF gestifteten Preis Bestes Spielfilmdebüt erhält. Als Jurymitglieder wurden die tunesisch-kanadische Filmemacherin Meryam Joobeur (Teilnehmerin am Hauptwettbewerb 2024), die französisch-malische Schauspielerin und Regisseurin Aïssa Maïga und die spanische Filmproduzentin María Zamora (Goldener Bär 2022) bestimmt.
| Titel (Verweistitel) | Regie                              | Land                                                   | Darstellende (Auswahl)                                                                                              |
| --- | ---------------------------------- | ------------------------------------------------------ | --- |
| Al mosta'mera (The Settlement) | Mohamed Rashad                     | Ägypten, Frankreich, Deutschland, Saudi-Arabien, Qatar | Adham Shoukry, Ziad Islam, Hajar Omar, Mohamed Abdel Hady, Emad Ghoneim                                             |
| Baksho Bondi (Shadowbox) | Tanushree Das, Saumyananda Sahi    | Indien, Frankreich, USA, Spanien                       | Tillotama Shome, Chandan Bisht, Sayan Karmakar, Suman Saha                                                          |
| BLKNWS: Terms & Conditions | Kahlil Joseph                      | USA                                                    | Kaneza Schaal, Hope Giselle, Shaunette Renée Wilson, Penny Johnson Jerald, Funmilayo Akechukwu, Peter Jay Hernandez |
| Come la notte (Where the Night Stands Still) | Liryc Dela Cruz                    | Italien, Philippinen                                   | Jenny Llanto Caringal, Tess Magallanes, Benjamin Vasquez Barcellano Jr.                                             |
| El Diablo Fuma (y guarda las cabezas de los cerillos quemados en la misma caja) (The Devil Smokes (and Saves the Burnt Matches in the Same Box)) | Ernesto Martinez Bucio             | Mexico                                                 | Mariapau Bravo Aviña, Rafael Nieto Martínez, Regina Alejandra, Donovan Said, Laura Uribe Rojas                      |
| Duas vezes João Liberada (Two Times João Liberada)                                                                                               | Paula Tomás Marques                | Portugal                                               | June João, André Tecedeiro, Eloísa d'Ascensão, Tiago Aires Lêdo, Jenny Larrue                                       |
| Hé mán (Eel) | Chu Chun-Teng                      | Taiwan                                                 | Devin Pan, Misi Ke, Chin-Yu Pan, Bella Chen, Mei-Hou Wu                                                             |
| Wie man normal ist und die Merkwürdigkeiten der anderen Welt (How to Be Normal and the Oddness of the Other World)                               | Florian Pochlatko                  | Österreich                                             | Luisa-Céline Gaffron, Elke Winkens, Cornelius Obonya, Felix Pöchhacker, David Scheid                                |
| Kaj ti je deklica (Little Trouble Girls) | Urška Djukić                       | Slowenien, Italien, Kroatien, Serbien                  | Jara Sofija Ostan, Mina Švajger, Saša Tabaković, Nataša Burger, Staša Popović                                       |
| Mad Bills to Pay (or Destiny, dile que no soy malo)                                                                                              | Joel Alfonso Vargas                | USA                                                    | Juan Collado, Destiny Checo, Yohanna Florentino, Nathaly Navarro                                                    |
| Minden Rendben (Growing Down) | Bálint Dániel Sós                  | Ungarn                                                 | Szabolcs Hajdu, Ágoston Sáfrány, Anna Hay, Zonga Jakab-Aponyi, Zsófi Szamosi                                        |
| Mit der Faust in die Welt schlagen (Punching the World)                                                                                          | Constanze Klaue                    | Deutschland                                            | Anton Franke, Camille Moltzen, Anja Schneider, Christian Näthe, Johannes Scheidweiler                               |
| On vous croit (We believe you) | Arnaud Dufeys, Charlotte Devillers | Belgien                                                | Myriem Akheddiou, Laurent Capelluto, Natali Broods, Ulysse Goffin, Adèle Pinckaers                                  |
| Le rendez-vous de l'été (That Summer in Paris)                                                                                                   | Valentine Cadic                    | Frankreich                                             | Blandine Madec, India Hair, Arcadi Radeff, Matthias Jacquin, Lou Deleuze                                            |

### Panorama
Die Sektion Panorama mit ihrer Auswahl an Spielfilmen und Filmen in dokumentarischer Form setzt in diesem Jahr einen Fokus auf gesellschaftliche Bruchstellen.
Die Titel wurden im Dezember 2024 und Januar 2025 bekannt gegeben. Es werden die Panorama Publikumspreise vergeben.
Spielfilme
| Filmtitel (Verweistitel)                                  | Regie                                | Land                                | Darstellende (Auswahl)                                                                                             |
| --------------------------------------------------------- | ------------------------------------ | ----------------------------------- | --- |
| 1001 Frames                                               | Mehrnoush Alia                       | USA                                 | Mohammad Aghebati, Shayesteh Sajadi                                                                                |
| Die Affäre Cum-EX (Serie) (Other People’s Money)          | Dustin Loose, Kaspar Munk            | Deutschland, Dänemark, Österreich   | Justus von Dohnányi, Nils Strunk, Lisa Wagner, Karen-Lise Mynster, David Dencik                                    |
| Ato noturno (Night Stage)                                 | Marcio Reolon, Filipe Matzembacher   | Brasilien                           | Gabriel Faryas, Cirillo Luna, Henrique Barreira, Ivo Müller, Kaya Rodrigues                                        |
| Begyndelser (Beginnings)                                  | Jeanette Nordahl                     | Dänemark, Schweden, Belgien         | Trine Dyrholm, David Dencik, Johanne Louise Schmidt                                                                |
| Confidente (Confidante)                                   | Çağla Zencirci, Guillaume Giovanetti | Türkei, Frankreich, Luxemburg       | Saadet Işıl Aksoy, Erkan Kolçak Köstendil, Muhammet Uzuner, Nilgün Türksever, İlber Uygar Kaboğlu                  |
| Delicious                                                 | Nele Mueller-Stöfen                  | Deutschland                         | Fahri Yardim, Valerie Pachner, Carla Díaz, Naila Schuberth, Caspar Hoffmann                                        |
| Dreamers                                                  | Joy Gharoro-Akpojotor                | Vereinigtes Königreich              | Ronkẹ Adékoluẹjo, Ann Akinjirin, Diana Yekinni, Aiysha Hart, Harriet Webb                                          |
| Dreams in Nightmares                                      | Shatara Michelle Ford                | USA, Taiwan, Vereinigtes Königreich | Denée Benton, Mars Storm Rucker, Dezi Bing, Sasha Compere, Charlie Barnett                                         |
| The Heart Is a Muscle                                     | Imran Hamdulay                       | Südafrika, Saudi-Arabien            | Keenan Arrison, Melissa De Vries, Loren Loubser, Dean Marais, Ridaa Adams                                          |
| Hjem kære hjem (Home Sweet Home)                          | Frelle Petersen                      | Dänemark                            | Jette Søndergaard, Karen Tygesen, Mimi Bræmer Dueholm, Hanne Knudsen, Finn Nissen                                  |
| Hysteria                                                  | Mehmet Akif Büyükatalay              | Deutschland                         | Devrim Lingnau, Mehdi Meskar, Serkan Kaya, Nicolette Krebitz, Aziz Çapkurt                                         |
| L’incroyable femme des neiges (The Incredible Snow Woman) | Sébastien Betbeder                   | Frankreich                          | Blanche Gardin, Philippe Katerine, Bastien Bouillon, Ole Eliassen, Martin Jensen                                   |
| Lesbian Space Princess                                    | Emma Hough Hobbs, Leela Varghese     | Australien                          | Animationsfilm mit den Stimmen von Shabana Azeez, Gemma Chua Tran, Richard Roxburgh, Bernie Van Tiel, Mark Bonanno |
| Looking for Langston                                      | Isaac Julien                         | Vereinigtes Königreich              | Wiederveröffentlichung des Films aus dem Jahr 1989                                                                 |
| Magic Farm                                                | Amalia Ulman                         | USA, Argentinien                    | Chloë Sevigny, Alex Wolff, Joe Apollonio, Camila Del Campo, Simon Rex                                              |
| Mikusu Modan (The Longing)                                | Toshizo Fujiwara                     | Japan                               | Daiki Ido, Toshizo Fujiwara, Rino Tsuneishi, Sasha, Tomoko Fujita                                                  |
| Olmo                                                      | Fernando Eimbcke                     | USA, Mexiko                         | Aivan Uttapa, Gustavo Sánchez Parra, Diego Olmedo, Andrea Suárez Paz, Rosa Armendariz                              |
| Once Again... (Statues Never Die)                         | Isaac Julien                         | Vereinigtes Königreich              | André Holland, Danny Huston, Sharlene Whyte, Devon Terrell, Alex Part                                              |
| Peter Hujar's Day                                         | Ira Sachs                            | USA                                 | Ben Whishaw, Rebecca Hall                                                                                          |
| Queerpanorama                                             | Jun Li                               | USA, Hongkong                       | Jayden Cheung, Erfan Shekarriz, Sebastian Mahito Soukup, Arm Anatphikorn, Zenni Corbin                             |
| Schwesterherz (The Good Sister)                           | Sarah Miro Fischer                   | Deutschland, Spanien                | Marie Bloching, Anton Weil, Proschat Madani, Laura Balzer, Jane Chirwa                                             |
| Silent Sparks                                             | Ping Chu                             | Taiwan                              | Akira Huang, Shih Ming Shuai, Jui Chun Fan, Chih Wei Cheng, Wei Jei Hu                                             |
| Sorda (Deaf)                                              | Eva Libertad                         | Spanien                             | Miriam Garlo, Álvaro Cervantes, Elena Irureta, Joaquín Notario                                                     |
| Den stygge stesøsteren (The Ugly Stepsister)              | Emilie Blichfeldt                    | Norwegen, Schweden, Polen, Dänemark | Lea Myren, Thea Loch Næss, Ane Dahl Torp, Flo Fagerli                                                              |
| Welcome Home Baby                                         | Andreas Prochaska                    | Österreich, Deutschland             | Julia Franz Richter, Reinout Scholten van Aschat, Gerti Drassl, Maria Hofstätter, Gerhard Liebmann                 |
| Zikaden (Cicadas)                                         | Ina Weisse                           | Deutschland, Frankreich             | Nina Hoss, Saskia Rosendahl, Vincent Macaigne                                                                      |

Dokumentarische Form
| Filmtitel (Verweistitel)                             | Regie                                                             | Land                                                | Anmerkungen |
| ---------------------------------------------------- | ----------------------------------------------------------------- | --------------------------------------------------- | --- |
| Bajo las banderas, el sol (Under the Flags, the Sun) | Juanjo Pereira                                                    | Paraguay, Argentinien, USA, Frankreich, Deutschland | Archivmaterial zur 35-jährigen Alleinherrschaft Alfredo Stroessners in Paraguay                                       |
| Bedrock                                              | Kinga Michalska                                                   | Kanada                                              | Dokumentation des Alltagslebens an Schauplätzen des Holocaust in Polen                                                |
| Ich will alles. Hildegard Knef (I Want It All)       | Luzia Schmid                                                      | Deutschland                                         | Porträt von Hildegard Knef                                                                                            |
| Khartoum                                             | Anas Saeed, Rawia Alhag, Ibrahim Snoopy, Timeea M Ahmed, Phil Cox | Sudan, Vereinigtes Königreich, Deutschland, Katar   | Porträt von fünf Menschen aus Khartum.                                                                                |
| Listy z Wilczej (Letters from Wolf Street)           | Arjun Talwar                                                      | Polen, Deutschland                                  | Porträt einer Straße in der Warschauer Innenstadt                                                                     |
| Die Möllner Briefe (The Moelln Letters)              | Martina Priessner                                                 | Deutschland                                         | Hava Arslan, İbrahim Arslan, Namık Arslan, Yeliz Burhan                                                               |
| Monk in Pieces                                       | Billy Shebar                                                      | USA                                                 | Porträt von Meredith Monk                                                                                             |
| Paul                                                 | Denis Côté                                                        | Kanada                                              | Cleaning Simp Paul |
| Satanische Sau (The Satanic Sow )                    | Rosa von Praunheim                                                | Deutschland                                         | Dokumentarische Form; Armin Dallapiccola, Justus Herrmann, Nico Ehrenteit, Katy Karrenbauer, Gerhard Haase-Hindenberg |
| Yalla Parkour                                        | Areeb Zuaiter                                                     | Schweden, Katar, Saudi-Arabien, Palästina           | Porträt des Parkour-Athleten Ahmed in Gaza                                                                            |

### Generation
Diese Berlinale-Sektion zeigt für Kinder und Jugendliche geeignete internationale Filmproduktionen. Am 17. Dezember 2024 wurden Titel der ersten acht Langfilme und sieben Kurzfilme des Programms bekannt gegeben, darunter zehn Weltpremieren. Weitere folgten am 16. Januar 2025, der letzte am 27. Januar 2025.
Neben einer siebenköpfigen Kinderjury im Alter zwischen 12 und 14 Jahren (Generation Kplus) und einer siebenköpfigen Jugendjury ab 14 Jahren (Generation 14plus) vergibt eine internationale Jury separat Preise für den besten Film in den beiden Sektionen. Für diese wurden die niederländische Regisseurin Emma Branderhorst, die deutsche Filmemacherin Aslı Özarslan und der kanadische Kurator Ikoro Sekai.
Langfilme (Generation Kplus und Generation 14plus)
| Filmtitel (Verweistitel)                                                                             | Regie                                                    | Land                                        | Darstellende/Anmerkung                                                                                     |
| --- | -------------------------------------------------------- | ------------------------------------------- | --- |
| Christy                                                                                              | Brendan Canty                                            | Vereinigtes Königreich, Irland              | Danny Power, Diarmuid Noyes, Emma Willis                                                                   |
| Daye: Seret Ahl El Daye (The Tale of Daye’s Family)                                                  | Karim El Shenawy                                         | Ägypten                                     | Aseel Omran, Islam Mobarak, Haneen Saeed, Badr Mohamed                                                     |
| Hora do recreio (Playtime)                                                                           | Lucia Murat                                              | Brasilien                                   | Dokumentarische Form                                                                                       |
| I Agries Meres Mas (Our Wildest Days)                                                                | Vasilis Kekatos                                          | Griechenland, Frankreich                    | Daphne Patakia, Nikolakis Zeginoglou, Stavros Tsoumanis, Eva Samioti, Natalia Swift                        |
| Maya, donne-moi un titre (Maya, Give Me a Title)                                                     | Michel Gondry                                            | Frankreich                                  | Animationsfilm mit den Stimmen von Maya Gondry und Pierre Niney                                            |
| A natureza das coisas invisíveis (The Nature of Invisible Things / Die Natur der unsichtbaren Dinge) | Rafaela Camelo                                           | Brasilien, Chile                            | Laura Brandão, Serena, Larissa Mauro, Camila Márdila, Aline Marta Maia                                     |
| Only on Earth                                                                                        | Robin Petré                                              | Dänemark, Spanien                           | Dokumentarische Form                                                                                       |
| Paternal Leave                                                                                       | Alissa Jung                                              | Deutschland, Italien                        | Juli Grabenhenrich, Luca Marinelli, Arturo Gabbriellini, Joy Falletti Cardillo, Gaia Rinaldi               |
| Pohádky Po Babičce                                                                                   | David Súkup, Patrik Pašš, Leon Vidmar, Jean-Claude Rozec | Tschechien, Slowakei, Slowenien, Frankreich | Animation; mit den Stimmen von Arnošt Goldflam, Zuzana Kronerová, Žofie Hánová, Alex Mojžíš, Mikuláš Čížek |
| Ran Bi Wa (A Story about Fire), (Eine Geschichte vom Feuer)                                          | Li Wenyu                                                 | Volksrepublik China                         | Animation                                                                                                  |
| Space Cadet                                                                                          | Eric San                                                 | Kanada                                      | Animationsfilm                                                                                             |
| Sunshine                                                                                             | Antoinette Jadaone                                       | Philippinen                                 | Maris Racal, Annika Co, Jennica Garcia, Meryll Soriano, Elijah Canlas                                      |
| Têtes Brûlées                                                                                        | Maja Ajmia Yde Zellama                                   | Belgien                                     | Safa Gharbaoui                                                                                             |
| Uiksaringitara                                                                                       | Zacharias Kunuk                                          | Kanada                                      | Theresia Kappianaq, Haiden Angutimarik, Leah Panimera, Mark Taqqaugaq, Emma Quassa                         |
| Umibe é Iku Michi (Seaside Serendipity)                                                              | Satoko Yokohama                                          | Japan                                       | Konosuke Harada, Kumiko Aso, Kengo Kora, Erika Karata, Koharu Sugawara                                     |
| Village Rockstars 2                                                                                  | Rima Das                                                 | Indien, Singapur                            | Bhanita Das, Basanti Das, Junumoni Boro, Manabendra Das, Boloram Das                                       |
| Zečji nasip (Sandbag Dam)                                                                            | Čejen Černić Čanak                                       | Kroatien, Litauen, Slowenien                | Lav Novosel, Andrija Žunac, Leon Grgić, Petra Mikolaci, Tanja Smoje                                        |
| Zhi Wu Xue Jia (The Botanist), (Der Botaniker)                                                       | Jing Yi                                                  | Volksrepublik China                         | Jahseleh Yesl, Ren Zihan, Nurdaolet Jalen, Eramazan Sarhet, Jomajan Songhat                                |
| Zirkuskind (Circusboy)                                                                               | Julia Lemke, Anna Koch                                   | Deutschland                                 | Dokumentarische Form                                                                                       |

Kurzfilme (Generation Kplus und Generation 14plus)
| Filmtitel (Verweistitel)                                                                                      | Regie                             | Land                         | Darstellende/Anmerkung                                                                                                  |
| --- | --------------------------------- | ---------------------------- | --- |
| Akababuru: Expresión de asombro (Akababuru: Expression of Estonishment), (Akababuru: Ausdruck des Erstaunens) | Irati Dojura Landa Yagarí         | Kolumbien                    | Heluney Nerio Niaza, Wayra Andrea Aguilar Tascón, Escolástica Yagarí Gónzalez, Kipara Niaza, Isabel Yailu Vergara Niaza |
| Anngeerdardardor (The Thief)                                                                                  | Christoffer Rizvanovic Stenbakken | Dänemark, Grönland           | Kamillo Ignatiussen, Mikkel Paalu P. Bianco, Simujook Ikila                                                             |
| Arame farpado (Barbed Wire)                                                                                   | Gustavo de Carvalho               | Brasilien                    | Camila Botelho, Isabella Guido, Ricardo Bagge, Gabriel Novaes, Bruna Domingues                                          |
| Atardecer en América (Sunset over America)                                                                    | Matías Rojas Valencia             | Brasilien, Chile, Kolumbien  | Dokumentarische Form |
| Autokar | Sylwia Szkiłądź                   | Belgien, Frankreich          | Animationsfilm |
| Beneath Which Rivers Flow                                                                                     | Ali Yahya                         | Irak                         | Ibrahim Halim |
| Down in the Dumps (Tief unten)                                                                                | Vera van Wolferen                 | Niederlande                  | Animation; mit den Stimmen von Yootha Wong-Loi Sing, Alex Klaasen, Manoushka Zeegelaar Breeveld                         |
| El paso (The Leap), (Der Schritt)                                                                             | Roberto Tarazona                  | Kuba                         | Dokumentarische Form |
| Fantas | Halima Elkhatabi                  | Kanada                       | Tania Doumbe Fines, Juan Mateo Barrera Gonzales, Bourriquet, Adam Hilali, Ryan Hilali                                   |
| Howl | Domini Marshall                   | Australien                   | Ingrid Torelli, Kristina Bogic, Safe Shahab, Liam Mollica                                                               |
| Juanita | Karen Joaquín, Uliane Tatit       | Spanien                      | Leire Bravo, Laura Gómez, Joana Belmonte, Sofia Bordon, Eli Iranzo                                                      |
| Julian and the Wind                                                                                           | Connor Jessup                     | Kanada                       | David Webster, Joel Oulette, Joey Klein                                                                                 |
| Little Rebels Cinema Club                                                                                     | Khozy Rizal                       | Indonesien                   | Jordan Omar, Muzakki Ramdhan, Mian Tiara, Cleo Haura, Al Ghazali                                                        |
| Ne réveillez pas l’enfant qui dort (Don't Wake the Sleeping Child)                                            | Kevin Aubert                      | Senegal, Frankreich, Marokko | Khadia Ndiaye Fall, Mame Binta Sane, Samba Ly, Adji Mareme Hanne                                                        |
| On a Sunday at Eleven                                                                                         | Alicia K. Harris                  | Kanada                       | Zoe Peak, Amia Ogieva, Samaya Hodge, Jasmine Best, Malea Yarde                                                          |
| Ornmol (White Ochre)                                                                                          | Marlikka Perdrisat                | Australien                   | Dokumentarische Form |
| Quaker | Giovanna Molina                   | Vereinigte Staaten           | Cecilia Rene, Caroline Campos, Tyler Diamond, Ayana François, Allegra Leguizamo                                         |
| Ruse (Finte)                                                                                                  | Rhea Shukla                       | Indien                       | Khurangi Vijayshri Nagraj, Akshara Padwal, Sammara Khan                                                                 |
| Sous ma fenêtre, la boue (The Mud Under My Window)                                                            | Violette Delvoye                  | Frankreich, Belgien          | Animation; mit den Stimmen von Gabriella Zola, Jasmina Douieb, Stéphanie Coerten                                        |
| Wish You Were Ear                                                                                             | Mirjana Balogh                    | Ungarn                       | Animation |

Serie (Generation Kplus und Generation 14plus)
| Filmtitel (Verweistitel) | Regie               | Land                                                                          | Darstellende/Anmerkung |
| ------------------------ | ------------------- | ----------------------------------------------------------------------------- | ---------------------- |
| De menor                 | Caru Alves de Souza | William Costa, Carlota Joaquina, Giovanni Gallo, Marina Medeiros, Rita Batata | Brasilien              |

### Berlinale Shorts
In der Reihe Berlinale Shorts werden Kurzfilme (Spiel-, Dokumentar-, Experimental- und Animationsfilme) gezeigt. Neben dem Goldenen Bären für den aus Jurysicht besten Beitrag und dem Silbernen Bären (Preis der Jury) vergibt sie auch eine Nominierung für den Europäischen Filmpreis. Ab 2025 wird der Berlinale Shorts CUPRA Filmmaker Award ein unkonventionelles Regietalent aus dem Wettbewerb der Kurzfilmsektion mit 20.000 Euro gewürdigt. Nominiert sind alle Regisseurinnen und Regisseure, die mit ihrem Film am Wettbewerb um den besten Kurzfilm im Programm der Sektion Berlinale Shorts gelistet sind. Über die Vergabe entscheidet die Internationale Kurzfilmjury.
Die 20 ausgewählten Beiträge aus 18 Produktionsländern wurden von Anna Henckel-Donnersmarck kuratiert. Als Jurymitglieder wurden die deutsche Filmkomponistin Dascha Dauenhauer, die dänische Kurzfilm-Expertin Jing Haase und der vietnamesische Filmemacher Phạm Ngọc Lân ausgewählt.
| Filmtitel (Verweistitel)                   | Regie                               | Land                             | Darsteller / Anmerkung                                                                                 | Länge (in min.) |
| ------------------------------------------ | ----------------------------------- | -------------------------------- | --- | --------------- |
| After Colossus                             | Timoteus Anggawan Kusno             | Italien, Indonesien, Niederlande | Ari Dwianto, Jamaluddin Latif, Nizar Tama, Annisa Hertami, Berti Galang                                | 29              |
| Anba dlo                                   | Luiza Calagian, Rosa Caldeira       | Kuba, Brasilien, Haiti           | Berline Charles, Feguenson Hermogène, Doreen Granados, Alejandra de Jesús Garcell                      | 18              |
| Because of (U)                             | Tohé Commaret                       | Frankreich                       | Emma Gonzales-Commaret, Bastien Domergues                                                              | 13              |
| Casa chica                                 | Lau Charles                         | Mexiko                           | Katherine Bernal, Mauro Guzmán, Raúl Briones, Kala Martínez, Daniela Arroio                            | 26              |
| Casi septiembre (Close to September)       | Lucía G. Romero                     | Spanien                          | Ana Fernández Barja, Isabel Rico, Salim Tamoud Dahan, María del Mar Casas Font, Ninoska Linares Aranda | 29              |
| Children’s Day                             | Giselle Lin                         | Singapur                         | Emma Lim, Adele Tong, Shu An Oon, Edward Choy                                                          | 20              |
| Comment ça va? (How Are You?)              | Caroline Poggi, Jonathan Vinel      | Frankreich                       | Animation                                                                                              | 30              |
| Dar band (Citizen-Inmate)                  | Hesam Eslami                        | Iran                             | Dokumentarische Form                                                                                   | 15              |
| Élő kövek (Living Stones / Atmende Steine) | Jakob Ladányi Jancsó                | Ungarn                           | Lilla Kizlinger, Árpád Schilling                                                                       | 20              |
| Futsu no seikatsu (Ordinary Life)          | Yoriko Mizushiri                    | Japan                            | Animations                                                                                             | 10              |
| Kámen Osudu (Stone of Destiny)             | Julie Černá                         | Tschechien                       | Animation                                                                                              | 11              |
| Ke wai huo dong (Extracurricular Activity) | Dean Wei, Xu Yidan                  | VR China                         | Tu Ling, Xu Yidan, Li Gengyou                                                                          | 22              |
| Koki, Ciao                                 | Quenton Miller                      | Niederlande                      | Dokumentarische Form                                                                                   | 11              |
| Lloyd Wong, Unfinished                     | Lesley Loksi Chan                   | Kanada                           | Dokumentarische Form                                                                                   | 29              |
| Mother’s Child                             | Naomi Noir                          | Niederlande                      | Animation                                                                                              | 9               |
| Prekid vatre (Ceasefire)                   | Jakob Krese                         | Deutschland, Italien, Slowenien  | Dokumentarische Form                                                                                   | 30              |
| Rückblickend Betrachtet (In Retrospect)    | Daniel Asadi Faezi, Mila Zhluktenko | Deutschland                      | Dokumentarische Form                                                                                   | 14              |
| Sammi, Who Can Detach His Body Parts       | Rein Maychaelson                    | Indonesien                       | Jefri Nichol, Nai Djenar Maesa Ayu, Damita Almira, Virencia Suganda, Hatta Rahandy                     | 19              |
| Their Eyes                                 | Nicolas Gourault                    | Frankreich                       | Dokumentarische Form                                                                                   | 23              |
| Through Your Eyes                          | Nelson Yeo                          | Singapur                         | Doreen Toh, Lim Poh Huat, Tan Xin Yen, Edward Tan                                                      | 20              |

Anlässlich der 75. Festivalauflage wird unter dem Titel Du und ich sind nicht allein – Berlinale Shorts revisited eine Kurzfilmkompilation mit Beiträgen aus dem Festivalarchiv gezeigt.
| Filmtitel (Verweistitel)                                                                             | Regie                           | Land        | Anmerkung      | Länge (in min.) |
| --- | ------------------------------- | ----------- | -------------- | --------------- |
| Happy Doom                                                                                           | Billy Roisz                     | Österreich  | 2023er-Beitrag | 7               |
| Paranmanjang Night Fishing (Paranmanjang)                                                            | Park Chan-wook, Park Chan-kyong | Südkorea    | 2011er-Beitrag | 33              |
| Solange uns Pumpguns bleiben (Tant qu'il nous reste des fusils à pompe / As long as shotguns remain) | Caroline Poggi, Park Chan-kyong | Frankreich  | 2014er-Beitrag | 30              |
| Three Stones for Jean Genet                                                                          | Frieder Schlaich                | Deutschland | 2014er-Beitrag | 7               |
| Vita Lakamaya                                                                                        | Akihito Izuhara                 | Japan       | 2016er-Beitrag | 8               |
| Vilaine fille mauvais garçon (Two Ships)                                                             | Justine Triet                   | Frankreich  | 2012er-Beitrag | 30              |

### Forum und Forum Expanded
Wie schon 2024 leitet die Autorin und Kuratorin Barbara Wurm die Sektion Forum. Am 9. Januar 2025 wurden die Beiträge für Forum Special und Forum Expanded bekanntgegeben. Am 16. Januar 2025 folgte die Veröffentlichung der Titel aus der Programmreihe Forum. Als letzter Titel wurde am 27. Januar 2025 Stolz & Eigensinn bekanntgegeben.
Forum
| Filmtitel (Verweistitel) | Regie                                    | Land                            | Darsteller (Auswahl) / Anmerkung                                                                                   |
| --- | ---------------------------------------- | ------------------------------- | --- |
| 2024 (2023) | Stefan Hayn                              | Deutschland                     | Dokumentarische Form                                                                                               |
| After Dreaming | Christine Haroutounian                   | USA, Armenien, Mexiko           | Veronika Poghosyan, Davit Beybutyan                                                                                |
| Batim (Houses) | Veronica Nicole Tetelbaum                | Israel, Deutschland             | Yael Eisenberg, Tali Sharon, Evgenia Dodina                                                                        |
| Bombam (Spring Night) | Kang Mi-ja                               | Südkorea                        | Han Ye-ri, Kim Seol-jin                                                                                            |
| Cadet | Adilkhan Yerzhanov                       | Kasachstan                      | Anna Starchenko, Serik Sharipov                                                                                    |
| Canone effimero | Gianluca De Serio, Massimiliano De Serio | Italien                         | Dokumentarische Form                                                                                               |
| Chas pidlotu (Time to the Target)                                                                                                | Vitaly Mansky                            | Lettland, Tschechien, Ukraine   | Dokumentarische Form                                                                                               |
| Colosal (Colossal) | Nayibe Tavares-Abel                      | Dominikanische Republik         | Nayibe Tavares-Abel, José Froilán Tavares-Abel, Faisal Abel, Froilán Tavares, Nayibe Chabebe; dokumentarische Form |
| Evidence | Lee Anne Schmitt                         | Vereinigte Staaten              | Dokumentarische Form                                                                                               |
| Fwends | Sophie Somerville                        | Australien                      | Emmanuelle Mattana, Melissa Gan                                                                                    |
| Holding Liat | Brandon Kramer                           | Vereinigte Staaten              | Dokumentarische Form                                                                                               |
| Janine zieht aufs Land (Janine Moves to the Country)                                                                             | Jan Eilhardt                             | Deutschland                     | Janine Lear, Maximilian Brauer, Adrian Wenzel, Kathrin Angerer, Pierre Emö                                         |
| Der Kuss des Grashüpfers (The Kiss of the Grasshopper)                                                                           | Elmar Imanov                             | Deutschland, Luxemburg, Italien | Lenn Kudrjawizki, Michael Hanemann, Sophie Mousel, Rasim Jafarov                                                   |
| little boy | James Benning                            | Vereinigte Staaten              | Johnan Jahromi, Alessandro Streccioni, Yusef Ferguson, Yuan Gao, Nelson De Los Santos                              |
| La memoria de las mariposas (The Memory of Butterflies)                                                                          | Tatiana Fuentes Sadowski                 | Peru, Portugal                  | Dokumentarische Form                                                                                               |
| Minimals in a Titanic World | Philbert Aimé Mbabazi Sharangabo         | Deutschland, Ruanda, Kamerun    | Dokumentarische Form                                                                                               |
| Palliativstation (Palliative Care Unit)                                                                                          | Philipp Döring                           | Deutschland                     | Sebastian Pfrang, Winfried Hardinghaus, Annette Ortmann, Tabea Sammer; dokumentarische Form                        |
| Punku | Juan Daniel Fernández Molero             | Peru, Spanien                   | Marcelo Quino, Maritza Kategari, Ricardo Delgado, Hugo Sueldo                                                      |
| Queer as Punk | Yihwen Chen                              | Malaysia, Indonesien            | Dokumentarische Form                                                                                               |
| Restitucija, ili, San i java stare garde (Eighty Plus)                                                                           | Želimir Žilnik                           | Serbien, Slowenien              | Milan Kovačević, Milivoj Kiždobranski, Vera Hrćan Ostojić, Mirjana Gardinovački, Lidija Stevanović                 |
| The Sense of Violence | Kim Mooyoung                             | Südkorea                        | Kim Sung-Chil, Jun Mi-kyung, Yun Yong, Choi Ji-won; dokumentarische Form                                           |
| Sirens Call | Miri Ian Gossing Lina Sieckmann          | Deutschland, Niederlande        | Gina Rønning, Moth Rønning-Bötel                                                                                   |
| Stolz & Eigensinn (Pride & Attitude)                                                                                             | Gerd Kroske                              | Deutschland                     | Dokumentarische Form; Silke Butzlaff, Steffi Gänkler, Ingrid Kreßner, Bärbel Grätz, Ulla Nitzsche                  |
| The Swan Song of Fedor Ozerov | Yuri Semashko                            | Litauen                         | Viachaslau Kmit, Violetta Rahachova, Pavel Haradnitski, Anastasiya Rysik, Alexey Lyubchenko                        |
| The Trio Hall | Su Hui-yu                                | Taiwan                          | Hsiao Kurt, Chen Ching, Lai Hao-zhe, Liao Yuan-ching, Yang Chia-en                                                 |
| Underground | Kaori Oda                                | Japan                           | Nao Yoshigai, Mitsuo Matsunaga, Mikie Nishihara, Eiga Matsuo, Hayato Nagasaki                                      |
| Unsere Zeit wird kommen (Our Time Will Come)                                                                                     | Ivette Löcker                            | Österreich                      | Dokumentarische Form                                                                                               |
| Vaghachipani (Tiger's Pond) | Natesh Hegde                             | Indien, Singapur                | Dileesh Pothan, Achyut Kumar, Natesh, Gopal Hegde, Sumitra                                                         |
| Wenn du Angst hast nimmst du dein Herz in den Mund und lächelst (If You Are Afraid You Put Your Heart into Your Mouth and Smile) | Marie Luise Lehner                       | Österreich                      | Siena Popović, Mariya Menner, Jessica Paar, Daniel Sea                                                             |
| What’s next? | Cao Yiwen                                | Hongkong, China                 | Animation |
| When Lightning Flashes Over the Sea                                                                                              | Eva Neymann                              | Deutschland, Ukraine            | Fadey Fadeev, Madona Hupenia, Igor Vlasenko, Nina Ulchik, Valeriy Bassel; dokumentarische Form                     |

Forum Special
Im Forum Special finden sich historische und aktuelle Filme, die mit dem Hauptprogramm des Forums im Zusammenhang stehen und den Zustand der Gegenwart über den bewussten Blick in die Vergangenheit in den Blick nimmt. Es steht unter dem Motto „Offene Wunden, offene Worte“ und widmet sich dabei verstärkt der jungen Generation. Das Programm mit acht Filmen wurde am 9. Januar 2025 veröffentlicht.
| Filmtitel (Verweistitel)                                    | Regie                         | Land                   | Darstellende (Auswahl)                                                                                                |
| ----------------------------------------------------------- | ----------------------------- | ---------------------- | --- |
| Das falsche Wort (The Lie)                                  | Katrin Seybold                | Deutschland            | Dokumentarische Form                                                                                                  |
| Guochang (The Fruit Farm)                                   | Nana Xu                       | Deutschland, China     | Mu Luoyuan, Gao Zijun, Wang Wentong, Nana Xu; dokumentarische Form                                                    |
| Iracema, uma transa amazônica (Iracema)                     | Jorge Bodzansky Orlando Senna | Brasilien, Deutschland | Edna de Cássia, Paulo César Pereio, Conceição Senna                                                                   |
| The Long Road to The Director’s Chair                       | Vibeke Løkkeberg              | Norwegen               | Claudia von Alemann, Helke Sander, Nurit Aviv, Anabella Miscuglio, Alice Schwarzer; dokumentarische Form              |
| Mes fantômes arméniens (My Armenian Phantoms)               | Tamara Stepanyan              | Frankreich, Armenien   | Vigen Stepanyan; dokumentarische Form                                                                                 |
| Nagota (Nudity)                                             | Sabina Bakaeva                | Usbekistan, Frankreich | Zamira Bakaeva; dokumentarische Form                                                                                  |
| Scars of a Putsch                                           | Nathalie Borgers              | Österreich, Belgien    | Abidin Ertuğrul, Nathalie Borgers, Cahit Akçam, Perihan Akçam, Yeter Güneş; dokumentarische Form                      |
| Shinagani gazapkhulebis q’vaviloba (Inner Blooming Springs) | Tiku Kobiashvili              | Georgien               | Tina Matchavariani, Luka Chibukhaia, Taka Tavartkiladze, Lazare Eliozashvili, Giorgi Gelashvili; dokumentarische Form |

| Anm: | 1. 2. |

Forum Expanded
Ulrich Ziemons bleibt Leiter von Forum Expanded, das 2025 sein 20. Jubiläum feiert. Co-Kuratorinnen sind Karina Griffith und Shai Heredia.
Die 24 filmischen Arbeiten aus 21 Ländern umfassen Installationen, Filme, Videos und Skulpturen. Die Programmauswahl wurde am 9. Januar 2025 veröffentlicht. Forum Expanded verändert die Erfahrung der Realität und lenkt den Blick auf die Welt in eine andere Richtung.
| Werktitel (Verweistitel)                                                       | Regie                                        | Land                                         | Darstellende (Auswahl)                                                                             |
| ------------------------------------------------------------------------------ | -------------------------------------------- | -------------------------------------------- | -------------------------------------------------------------------------------------------------- |
| Akher Youm (The last day)                                                      | Mahmoud Ibrahim                              | Ägypten                                      | Mohamed Mahmoud, Ziad Reda; dokumentarische Form                                                   |
| Al Basateen (The Orchards)                                                     | Antoine Chapon                               | Frankreich, Österreich                       | Dokumentarische Form                                                                               |
| Alternatives Denkmal für Deutschland (ADfD) (Alternative Monument for Germany) | Alternative Monument                         | Deutschland                                  | AR-Installation im Garten des Silent Green                                                         |
| beneath the placid lake                                                        | Kush Badhwar, Vyjayanthi Rao                 | Indien, Finnland                             | Projektionsbasierte Installation                                                                   |
| Cartas do Absurdo (Letters from Absurd)                                        | Gabraz Sanna                                 | Brasilien                                    | Sara Não Tem Nome, Eliakin                                                                         |
| Chang Gyeong                                                                   | Lee Jangwook                                 | Südkorea                                     | Videoinstallation                                                                                  |
| Extra Life (and Decay)                                                         | Stéphanie Lagarde                            | Niederlande, Frankreich                      | Isabelle Lagarde, Stéphanie Lagarde, Suzanne van der Schaaf, Rachele Borghi, Teresa Castro         |
| J-N-N                                                                          | Ginan Seidl                                  | Deutschland                                  | |
| Mikuba (Cobalt)                                                                | Petna Ndaliko Katondolo                      | Demokratische Republik Kongo, USA            | Dokumentarische Form                                                                               |
| Miraculous Accident                                                            | Assaf Gruber                                 | Deutschland, Österreich                      | Abdelkader Lagtaâ, Marta Ojrzynska, Mateusz Górski, Dagmara Bąk                                    |
| Mirage: Eigenstate                                                             | Riar Rizaldi                                 | Indonesien, Vereinigtes Königreich, Portugal | Hannah Al Rashid, Uji Hahan Handoko                                                                |
| Mountain Roars                                                                 | Chonchanok Thanatteepwong, Pobwarat Maprasob | Thailand                                     | Chonchanok Thanatteepwong, Pobwarat Maprasob                                                       |
| Mua besoj më shpëtoj portreti (I believe the portrait saved me)                | Alban Muja                                   | Kosovo, Niederlande                          | Skender Muja, dokumentarische Form                                                                 |
| Photosynthesizing Dead in Warehouse                                            | Jeamin Cha                                   | Südkorea                                     | Yuki Konno, Anthony Kim, Unji Go, Yeonhee Bae, Woo Seok Byeon                                      |
| Pidikwe (Rumble)                                                               | Caroline Monnet                              | Kanada                                       | Joséphine Bacon, Catherine Boivin, Catherine Dagenais-Savard, Emilie Monnet, Aïcha Bastien N'Diaye |
| Portales (Portals)                                                             | Elena Duque                                  | Spanien                                      | Animation                                                                                          |
| RAPTURE                                                                        | Alisa Berger                                 | Frankreich, Deutschland                      | Marko Kolomytskyi                                                                                  |
| Sinking Suns                                                                   | Neda Saeedi                                  | Österreich, Deutschland                      | |
| Spetsialna Operatsiia (Special Operation)                                      | Oleksiy Radynski                             | Ukraine, Litauen                             | Dokumentarische Form                                                                               |
| STARS                                                                          | STARS Collective                             | Vereinigtes Königreich, Deutschland          | Mojisola Adebayo, Animation                                                                        |
| Tin City                                                                       | Feargal Ward                                 | Irland                                       | Dokumentarische Form                                                                               |
| When the Sun is Eaten (Chi'bal K'iin)                                          | Kevin Jerome Everson                         | USA                                          | |
| Wilfred Buck’s Star Stories                                                    | Lisa Jackson, The Macronauts                 | Kanada                                       | Wilfred Buck                                                                                       |
| Zizi (ou oração da jaca fabulosa) (Zizi (or Praying to a Fabulous Tree))       | Felipe M. Bragança                           | Brasilien                                    | Leo Tucherman, Felipe M. Bragança                                                                  |

### Retrospektive und Berlinale Classics
Die Retrospektive ist das filmhistorische Programm der Internationalen Filmfestspiele Berlin. In der Sektion Berlinale Classics werden digital restaurierte Filmklassiker und Wiederentdeckungen erstaufgeführt.
Retrospektive
Die Sektion Retrospektive umfasst 15 Genrefilme der 1970er-Jahre aus Ost- und Westdeutschland unter dem Motto wild, schräg, blutig. Die Auswahl wurde am 17. Dezember 2024 veröffentlicht.
| Filmtitel (Verweistitel)   | Regie                | Jahr    | Darstellende                                                                               | Land |
| -------------------------- | -------------------- | ------- | ------------------------------------------------------------------------------------------ | ---- |
| Blutiger Freitag           | Rolf Olsen           | 1972    | Raimund Harmstorf, Amadeus August, Gila von Weitershausen, Gianni Macchia, Christine Böhm  | BRD  |
| Deadlock                   | Roland Klick         | 1970    | Mario Adorf, Anthony Dawson, Marquard Bohm, Mascha Rabben, Sigurd Fitzek                   | BRD  |
| Einer von uns beiden       | Wolfgang Petersen    | 1974    | Klaus Schwarzkopf, Elke Sommer, Jürgen Prochnow, Ulla Jacobsson, Kristina Nel              | BRD  |
| Fleisch                    | Rainer Erler         | 1979    | Jutta Speidel, Wolf Roth, Herbert Herrmann, Charlotte Kerr, Christoph Lindert              | BRD  |
| Fremde Stadt               | Rudolf Thome         | 1972    | Roger Fritz, Karin Thome, Peter Moland, Werner Umberg, Eva Kinsky                          | BRD  |
| Hut ab, wenn du küsst!     | Rolf Losansky        | 1971    | Angelika Waller, Alexander Lang, Rolf Römer, Günter Junghans, Günther Grabbert             | DDR  |
| Jonathan                   | Hans W. Geißendörfer | 1970    | Jürgen Jung, Hans-Dieter Jendreyko, Paul Albert Krumm, Hertha von Walther, Oskar von Schab | BRD  |
| Lady Dracula               | Franz Josef Gottlieb | 1975/78 | Evelyne Kraft, Brad Harris, Theo Lingen, Eddi Arent, Stephen Boyd                          | BRD  |
| Männer sind zum Lieben da  | Eckhart Schmidt      | 1970    | Isi ter Jung, Horst Letten, Barbara Capell, Diana Nisbeth, Marianne Sock                   | BRD  |
| Nelken in Aspik            | Günter Reisch        | 1976    | Armin Mueller-Stahl, Helga Sasse, Erik S. Klein, Helga Göring, Herbert Köfer               | DDR  |
| Nicht schummeln, Liebling! | Joachim Hasler       | 1973    | Chris Doerk, Frank Schöbel, Dorit Gäbler, Christel Bodenstein, Karel Fiala                 | DDR  |
| Orpheus in der Unterwelt   | Horst Bonnet         | 1973    | Wolfgang Greese, Dorit Gäbler, Rolf Hoppe, Lisa Macheiner, Achim Wichert                   | DDR  |
| Output                     | Michael Fengler      | 1974    | Lou Castel, Katja Rupé, Bernd Herberger, Claus Eberth, Marquard Bohm                       | BRD  |
| Rocker                     | Klaus Lemke          | 1972    | Hans-Jürgen Modschiedler, Gerd Kruskopf, Paul Lyss, Marianne Mim, Heidrun Rieckmann        | BRD  |
| Die Zärtlichkeit der Wölfe | Ulli Lommel          | 1973    | Kurt Raab, Jeff Roden, Margit Carstensen, Ingrid Caven, Wolfgang Schenck                   | BRD  |

Berlinale Classics
Die Reihe wurde von Rainer Rother und seinem Team gestaltet. Sie zeigt sieben Weltpremieren und eine internationale Premiere von restaurierten Filmen in Digitalfassung. Erstmals wurden restaurierte Beiträge des Estnischen Filminstituts (EFI) und des China Film Archive ins Programm aufgenommen.
| Filmtitel (Verweistitel)                       | Regie                      | Jahr | Darstellende                                                                      | Land                 |
| ---------------------------------------------- | -------------------------- | ---- | --------------------------------------------------------------------------------- | -------------------- |
| Dirty Harry                                    | Don Siegel                 | 1971 | Clint Eastwood, Harry Guardino, Reni Santoni, Andrew Robinson, John Larch         | USA                  |
| Der Fall Paradin (The Paradine Case)           | Alfred Hitchcock           | 1947 | Gregory Peck, Ann Todd, Charles Laughton, Charles Coburn, Ethel Barrymore         | USA                  |
| Höllenflieger (Hell’s Angels)                  | Howard Hughes, James Whale | 1930 | Ben Lyon, Jean Harlow, James Hall, John Darrow, Lucien Prival                     | USA                  |
| Naerata ometi (Smile at Last / Lach doch mal)  | Leida Laius, Arvo Iho      | 1985 | Monika Järv, Hendrik Toompere jr, Tauri Tallermaa, Katrin Tammleht, Kerttu Aaving | Estland, Sowjetunion |
| Seisaku no Tsuma (The Wife of Seisaku)         | Masumura Yasuzō            | 1965 | Ayako Wakao, Takahiro Tamura, Nobuo Chiba, Yûzô Hayakawa, Mikio Narita            | Japan                |
| Shen nü – Die Göttliche (Shennü / The Goddess) | Wu Yonggang                | 1934 | Ruan Lingyu, Li Jian, Zhang Zhizhi, Li Keng, Li Junpan                            | China                |
| Solo Sunny                                     | Konrad Wolf                | 1980 | Renate Krößner, Alexander Lang, Heide Kipp, Dieter Montag, Klaus Brasch           | DDR                  |
| Vestida de azul (Dressed in Blue)              | Antonio Giménez-Rico       | 1983 | Lorenzo Arana, René Amor, José Antonio Sánchez, Francisco Pérez, Juan Muñoz       | Spanien              |

## Auszeichnungen (Auswahl)
Die Preisverleihung in den wichtigsten Wettbewerbssparten fand am Abend des 22. Februar 2025 im Berlinale Palast statt.
Internationaler Wettbewerb
| Kategorie                                            | Film                       | Preisträger                                                                | Bild                                                  |
| ---------------------------------------------------- | -------------------------- | -------------------------------------------------------------------------- | ----------------------------------------------------- |
| Goldener Bär – Bester Film                           | Oslo Stories: Träume       | Yngve Sæther, Hege Hauff Hvattum (Produktion), (Regie: Dag Johan Haugerud) | Dag Johan Haugerud mit dem gewonnenen Goldenen Bären  |
| Silberner Bär – Großer Preis der Jury                | Das tiefste Blau           | Gabriel Mascaro                                                            | Gabriel Mascaro mit seinem gewonnenen Silbernen Bären |
| Silberner Bär – Preis der Jury                       | El mensaje                 | Iván Fund                                                                  | Iván Fund mit seinem gewonnen Silbernen Bären         |
| Silberner Bär – Beste Regie                          | Living the Land            | Huo Meng                                                                   | Huo Meng mit seinem gewonnenen Silbernen Bären        |
| Silberner Bär – Beste Hauptrolle                     | If I Had Legs I’d Kick You | Rose Byrne                                                                 | Rose Byrne mit ihrem gewonnenen Silbernen Bären       |
| Silberner Bär – Beste Nebenrolle                     | Blue Moon                  | Andrew Scott                                                               | Andrew Scott auf der Berlinale 2025                   |
| Silberner Bär – Bestes Drehbuch                      | Kontinental '25            | Radu Jude                                                                  | Radu Jude (2020)                                      |
| Silberner Bär – Herausragende künstlerische Leistung | La tour de glace           | Kreatives Ensemble                                                         |                                                       |